# 艾朗·基士維
艾朗·威廉·基士維是一名英格蘭足球運動員，司職後衛，現時效力英冠球會斯托克城。他於2008年在燦美爾進行首秀，為球會上陣70場聯賽後，於2011年轉投葉士域治效力。2014年，基士維轉會至英超球會韋斯咸。

## 生平

### 燦美爾
基士維出生於默西賽德郡利物浦，他在2008年11月1日首次代表燦美爾在英甲聯賽上陣對米爾頓凱恩斯，以0-1敗北。
雖然基士維在2010/11年季末獲燦美爾留用，時任領隊理斯·柏利（Les Parry）預料基士維將會拒續新約：「有4或5支英冠球隊有意簽入艾朗，如果要我猜，我認為艾朗將會在今夏離隊。」

### 葉士域治
2011年6月有媒體報導葉士域治擊敗西布朗和唐卡士打等對手，獲得基士維首肯加盟，然而兩支球隊未能就他的身價達成協議，需要由審裁處作出仲裁。稍後宣佈基士維正式簽約三年，而審裁處亦要求葉士域治初步支付24萬英鎊予燦美爾，以後每上陣15場需加付4.5萬英鎊直到滿60場，如葉士域治在轉會後兩年內升班英超另加10萬英鎊，並可收取20%下次轉會費的分紅。
2012年夏季，由於基士維的精彩表現，獲得葉士域治球迷選為年度最佳球員，更得到英超球會如阿士東維拉的青睞。於2012/13年球季，基士維為葉士域治踢足所有比賽的每一分鐘，同季只有打比郡的能夠做到。2013年12月11日基士維與葉士域治續約四年。
2014年4月28日基士維獲選入PFA英冠年度最佳陣容。

### 韋斯咸
2014年7月3日，基士維簽了為期五年的合同加盟韋斯咸，轉會費並未透露。2014年8月16日基士維為韋斯咸首次披甲上陣，可惜在主場1-0慘敗給托特納姆熱刺。

## 榮譽

### 球會
韋斯咸
- 歐協聯冠軍 : 2022-23[11]

### 個人
- 西汉姆联年度最佳球員：2014-15賽季

## 外部連結
- 足球数据库：艾朗·基士維的球员统计数据